# Борисково (Калужская область)
Борисково — село в Жуковском районе Калужской области России. Входит в сельское поселение «Деревня Корсаково».

## Этимология
Бориска — уменьшительное имя-прозвище, производное от Борис (возможно от славянского Борислав).

## Физико-географическая характеристика
Находится в северо-восточной части Калужской области, рядом с границей с Московской областью. Стоит на правом берегу Нары примерно в 6 км ниже моста через реку на автодороге А130. Рядом — населённые пункты Нижнее, Макарово.

## История
Село Нижнее и деревня Борисково принадлежало роду Салтыковых.

## Население
| 2002 | 2010 |
| ---- | ---- |
| 26   | ↘13  |